# Andrena ranunculi
Andrena ranunculi là một loài Hymenoptera trong họ Andrenidae. Loài này được Schmiedeknecht mô tả khoa học năm 1883.